# Ряжских, Александр Александрович
Александр Александрович Ряжских (29 июля 1931 год, с. Новоживотинное, Центрально-Чернозёмная область — 7 января 2009, Москва) — начальник Главного управления ракетного вооружения — заместитель главнокомандующего РВСН по вооружению (1984—1993), лауреат Государственной премии СССР (1983), доктор военных наук (1985), профессор, генерал-полковник (30.04.1988).

## Биография
В Вооруженных Силах с октября 1950 года.  В 1955 году окончил Ростовское высшее артиллерийское инженерное училище, офицерскую службу начинал начальником электроогневого отделения стартовой батареи 77-й Белокоровической инженерной бригады РВГК.
Проходя службу на различных должностях на космодроме Байконур, непосредственно участвовал в отработке и испытаниях первых межконтинентальных ракет Р-7, Р-7А, подготовке к запуску первого искусственного спутника Земли.
С 1970 года — заместитель командующего Оренбургским ракетным объединением по вооружению. В дальнейшем, с 1975 года в течение 9 лет проходил службу в аппарате главного инженера РВСН. С 1984 по 1993 годы — начальник Главного управления ракетного вооружения — заместитель главнокомандующего РВСН по вооружению.
С июня 1993 в отставке.
Из 38 лет службы в РВСН 22 года занимался эксплуатацией ракетных комплексов и 16 лет — испытаниями, разработкой и отработкой новых боевых ракетных комплексов, их серийным производством. Под его непосредственным руководством испытано и поставлено на боевое дежурство семь ракетных комплексов.

## Награды и звания
За заслуги перед Родиной А. А. Ряжских награжден: орденами Ленина (1961), Трудового Красного Знамени (1973), двумя орденами Красной Звезды (1976, 1978), орденом «За службу Родине в Вооруженных Силах СССР» 3 ст. (1987), медалью «За трудовое отличие» - (1957 - За участие в запуске первого искусственного спутника Земли), многими другими медалями СССР и иностранных государств.

## Сочинения
- Ряжских А. А. Оглянись назад и посмотри вперед: записки военного инженера. Кн.1-2. — Изд. 2-е. — Москва: Герои Отечества, 2006.; ISBN 5-91017-018-X.